# (2504) Gaviola
(2504) Gaviola (1967 JO) – planetoida z pasa głównego asteroid okrążająca Słońce w ciągu 4,6 lat w średniej odległości 2,76 au. Odkryta 6 maja 1967 roku.